# Hyaloplaga reducta
Hyaloplaga reducta là một loài bướm đêm trong họ Crambidae.